# تیازین
تیازین (به انگلیسی: Thiazine) یک ترکیب شیمیایی است. 